# Nondalton
Nondalton est une localité d'Alaska aux États-Unis dans le Borough de Lake and Peninsula. En 2007, il y avait 183 habitants.
Nondalton est une petite ville Athabascan, son nom signifie lacs après lacs. En effet, elle se situe sur un chapelet de lacs. La localité a été mentionnée pour la première fois en 1909. La ville était alors située sur la rive nord du Six Mile Lake, mais elle a été déplacée en 1940 à son endroit actuel à cause de l'épuisement des ressources de bois, et de l'accroissement des marécages.
La localité est gérée par un conseil tribal, et comporte un magasin d'alimentation, avec une Poste attenante, ainsi qu'une école primaire et un dispensaire médical. L'église orthodoxe y est toujours en activité. L'économie locale est une économie de subsistance avec la chasse et la pêche.
Nondalton est une ville isolée, il n'y a pas de route pour le desservir. Le seul accès se fait par avion, sur un terrain privé.

## Démographie
| 1920 | 1930 | 1940 | 1950 | 1960 | 1970 |
| ---- | ---- | ---- | ---- | ---- | ---- |
| 69   | 24   | 82   | 103  | 205  | 184  |

| 1980 | 1990 | 2000 | 2010 | - | - |
| ---- | ---- | ---- | ---- | - | - |
| 173  | 178  | 221  | 164  | - | - |